# Araneus marmoreus
Espèce
Synonymes
- Araneus babel Clerck, 1757
- Araneus pyramidatus Clerck, 1757
- Aranea raji Scopoli, 1763
- Aranea betulae Sulzer, 1776
- Aranea aurantio-maculata De Geer, 1778
- Aranea aurantia Olivier, 1789
- Aranea reticulata Roemer, 1789
- Aranea scalaris Panzer, 1793
- Aranea regalis Panzer, 1797
- Aranea melittagria Walckenaer, 1802
- Dysdera lutea Risso, 1826
- Epeira jenisoni C. L. Koch, 1834
- Epeira bohemica C. L. Koch, 1838
- Epeira graduata Walckenaer, 1841
- Epeira conspicellata Walckenaer, 1841
- Epeira insularis Hentz, 1847
- Epeira obesa Hentz, 1847
- Epeira flava Giebel, 1867
- Epeira annulipes Giebel, 1869
- Epeira marmorea principalis Chyzer & Kulczynski, 1891
- Epeira marmorea trapezia Franganillo, 1913
- Aranea tusigia Chamberlin, 1919
- Araneus gigas Berland, 1932

Araneus marmoreus ou épeire marbrée est une espèce d'araignées aranéomorphes de la famille des Araneidae.

## Distribution
Cette espèce se rencontre en zone holarctique. 

## Description

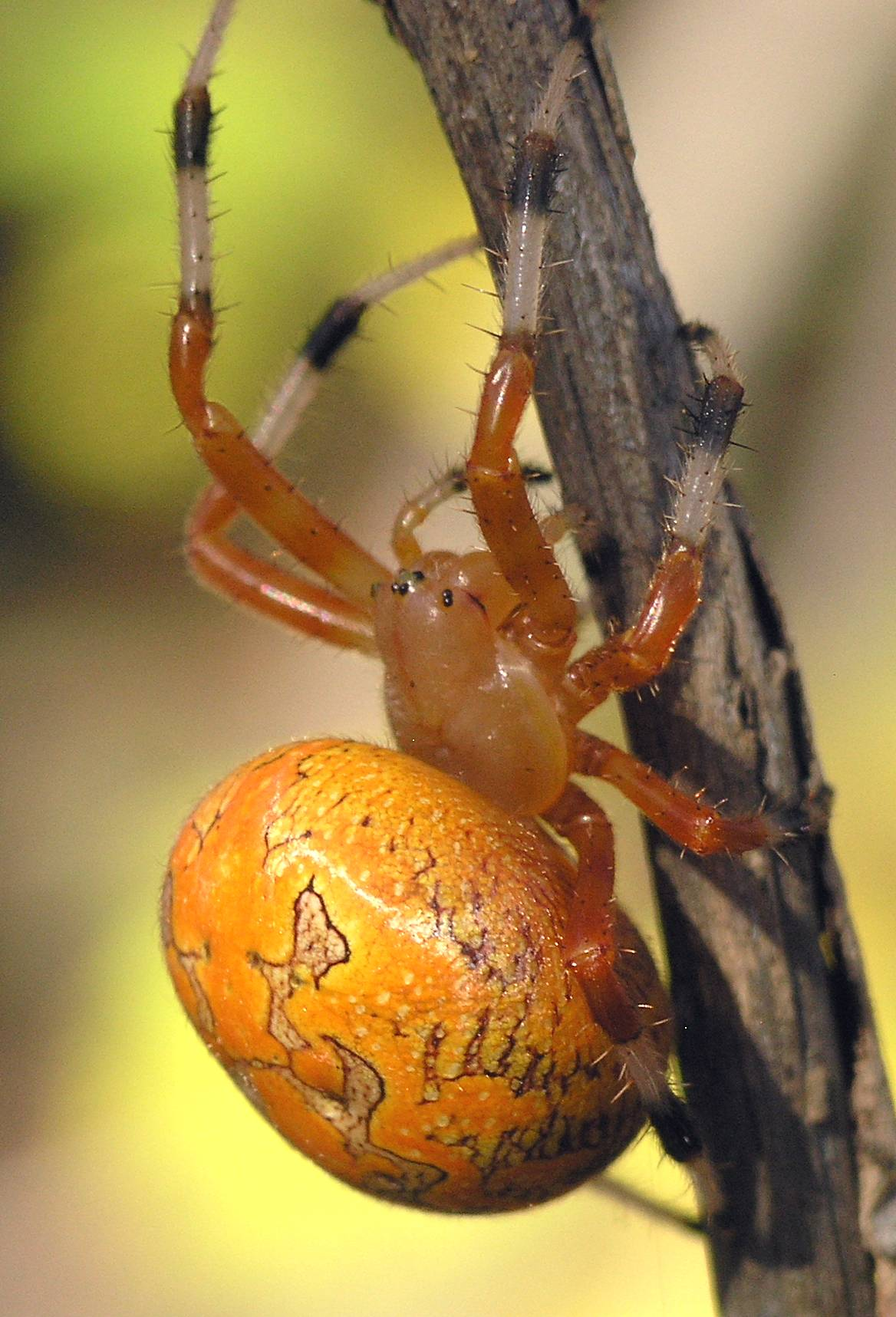
Araneus marmoreus ♀

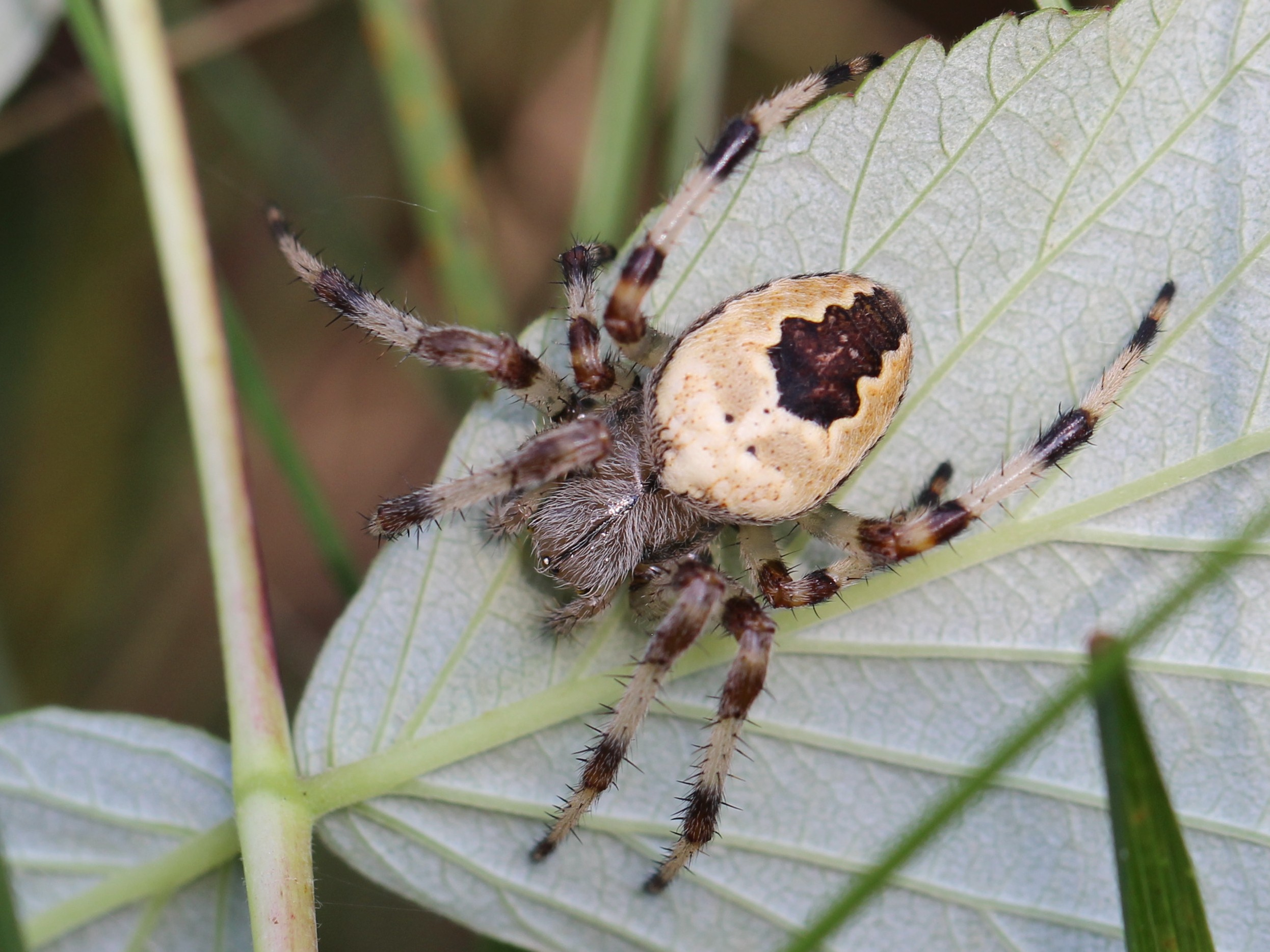
Araneus marmoreus var. pyramidatus

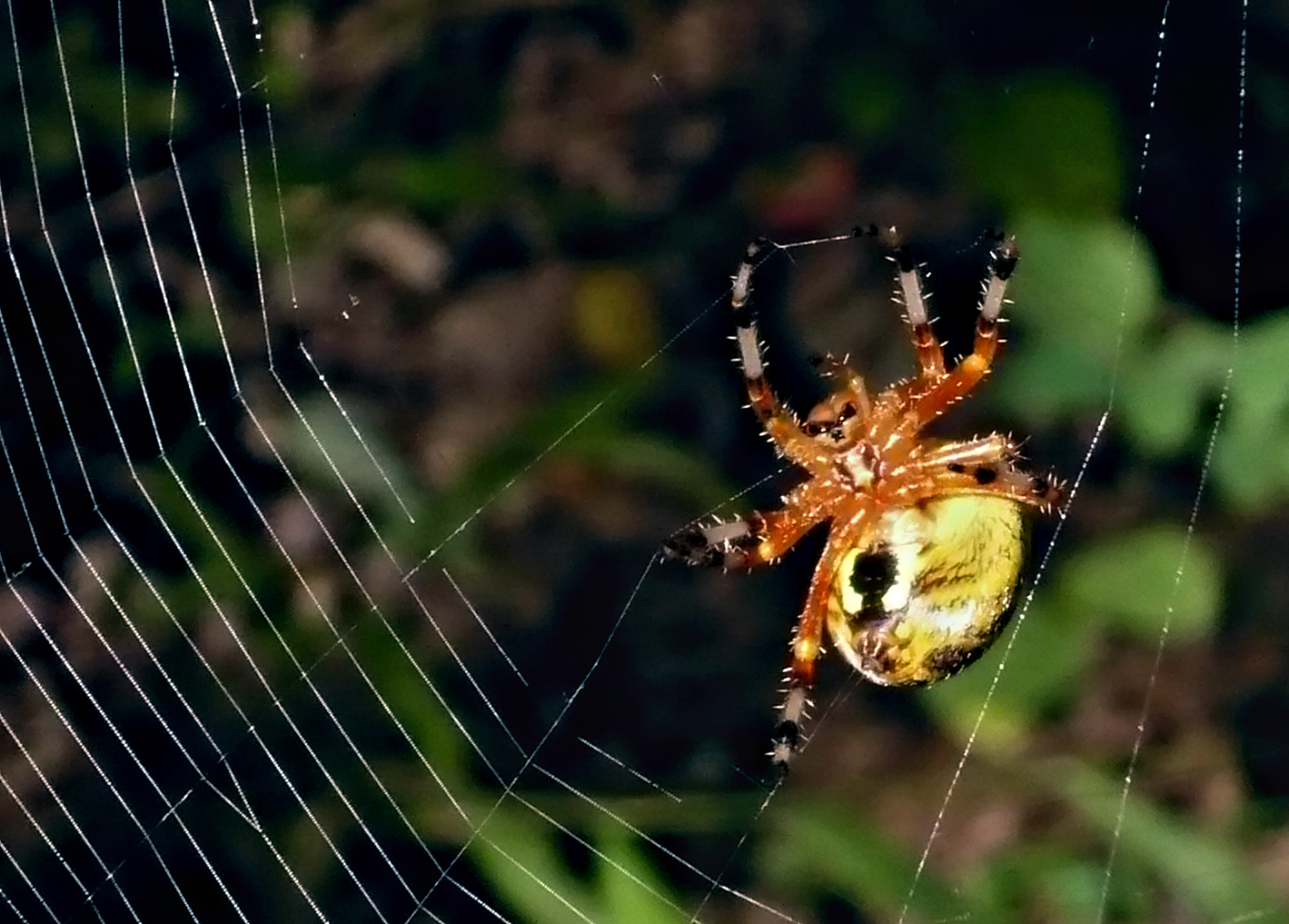
Araneus marmoreus sur sa toile

Le mâle décrit par Levi en 1971 mesure 8,4 mm et la femelle 14 mm.
Le corps est orangé sauf chez la forme pyramidatus ou il est plus terne.
Leurs pattes ont de larges bandes rayées par des bandes blanches, pouvant avoir une teinte rosé presque transparente et des bandes allant du rouge au brun. Des poils faisant penser à des épines sont présentes sur chacune de ses pattes. 
Les femelles ont un corps plus gros et rond que les mâles. Le centre du dos est généralement brun avec des rayures séparant les côtés qui eux sont d'une couleur plus pâle.
La forme pyramidatus est très facilement reconnaissable, avec sa marque sombre bien délimitée à l'arrière de l'abdomen.

## Systématique et taxinomie
La sous-espèce Araneus marmoreus trapezius a été déclarée nomen dubium par Breitling, Bauer, Schäfer, Morano, Barrientos et Blick en 2016.

## Publication originale
- Clerck, 1757 : Svenska spindlar, uti sina hufvud-slågter indelte samt under några och sextio särskildte arter beskrefne och med illuminerade figurer uplyste. Stockholmiae, p. 1-154. (lire sur Wikimedia)